# Motta San Giovanni
Motta San Giovanni és un comune (municipi) de la Ciutat metropolitana de Reggio de Calàbria, a la regió italiana de Calàbria, situat a uns 130 km al sud-oest de Catanzaro i a uns 13 km al sud-est de Reggio de Calàbria. A 1 de gener de 2019 la seva població era de 6.043 habitants.
Motta San Giovanni limita amb els municipis de Montebello Ionico i Reggio de Calàbria.

## Llocs d'interès
- Castell de Sant Anicet, un exemple notable de l'arquitectura romana d'Orient-normanda.
- Far de Capo dell'Armi, situat als penya-segats del cap del mateix nom.